# Miguel Dante
Miguel Dante (Argentina, ? – ídem. 26 de septiembre de 2001) fue un actor de cine y televisión argentino.
Debutó en cine en Buenos Aires a la vista   (1950)
Dirigido por Luis Bayón Herrera e intervino en otras películas en la década de 1950 dirigido por Ralph Pappier, Lucas Demare y Leopoldo Torres Ríos.
En 1953 protagonizó por Canal 7 durante los tres meses en que estuvo el programa en el aire, Peter Fox vuelve o Peter Fox ha vuelto, con libretos de Miguel de Calazans y un elenco en el que estaban Luis Sorel, María Aurelia Bisutti y la actriz de radioteatro Julia Giusti. Miguel Dante volvió al programa al retornar el mismo a la televisión en 1959 bajo el título Peter Fox lo sabía.

## Filmografía
Actor
- Demasiado jóvenes   (1958) …Profesor de pintura
- La muerte en las calles   (1957)
- Edad difícil   (1956)… Vagabundo
- Después del silencio   (1956)
- La morocha   (1955)
- Adiós problemas   (1955)
- Mala gente   (1951)
- La comedia inmortal   (1951)
- Buenos Aires a la vista   (1950)